# Lovro Zovko
Lovro Zovko, né le 18 mars 1981 à Zagreb, est un joueur de tennis croate, professionnel entre 1999 et 2015.

## Carrière
Lovro Zovko a disputé en 1998 les demi-finales du tournoi de Wimbledon junior contre Roger Federer et de l'US Open contre David Nalbandian. En double, il a atteint la finale de l'Open d'Australie avec Mirko Pehar et de l'US Open avec Andy Ram. En 1999, il s'impose à Roland-Garros avec Irakli Labadze. Il compte en outre deux succès à l'Orange Bowl avec Mirko Pehar en 1997 et José de Armas en 1998.
Il réalise sa meilleure saison sur le circuit professionnel en 2002 en étant demi-finaliste des Challenger de Budapest, Hilversum et finaliste à Brasov et Helsinki. Il a remporté deux matchs sur le circuit ATP en simple en 2008 à Chennai contre Thierry Ascione et à Zagreb contre Marc Gicquel.
Son palmarès en simple sur le circuit professionnel se limite à six tournois Futures remportés entre 1998 et 2002. Plus prolifique en double, il totalise 30 succès en Challenger, le premier remporté à Zagreb en 1998 avec Ivan Ljubičić et le dernier à Banja Luka en 2012 avec Marin Draganja. Il a également disputé cinq finales sur le circuit ATP dont trois à Umag sans parvenir à s'imposer.
Il compte 14 sélections en équipe de Croatie de Coupe Davis avec un bilan de six victoires pour neuf défaites. Il a notamment participé au quart de finale perdu contre l'Espagne en 2003, jouant le double avec Ljubičić, ainsi qu'à la campagne 2009 où l'équipe atteint les demi-finales face à la République Tchèque. Il remporte alors le cinquième match sans enjeu contre Lukas Dlouhy.

## Palmarès

### Finales en double messieurs
| No | Date       | Nom et lieu du tournoi            | Catégorie   | Dotation  | Surface         | Vainqueurs                            | Partenaire    | Score            |          |
| -- | ---------- | --------------------------------- | ----------- | --------- | --------------- | ------------------------------------- | ------------- | ---------------- | -------- |
| 1  | 17-07-2000 | Croatia Open Umag                 | Int' Series | 375 000 $ | Terre (ext.)    | Álex López Morón Albert Portas        | Ivan Ljubičić | 6-1, 7-62        | Parcours |
| 2  | 16-07-2001 | Croatia Open Umag                 | Int' Series | 375 000 $ | Terre (ext.)    | Sergio Roitman Andrés Schneiter       | Ivan Ljubičić | 6-2, 7-5         | Parcours |
| 3  | 08-10-2007 | Kremlin Cup Moscou                | Int' Series | 975 000 $ | Dur (int.)      | Marat Safin Dmitri Toursounov         | Tomáš Cibulec | 6-4, 6-2         | Parcours |
| 4  | 22-10-2007 | Grand Prix de tennis de Lyon Lyon | Int' Series | 775 000 $ | Moquette (int.) | Sébastien Grosjean Jo-Wilfried Tsonga | Łukasz Kubot  | 6-4, 6-3         | Parcours |
| 5  | 25-07-2011 | Studena Croatia Open Umag         | ATP 250     | 398 250 € | Terre (ext.)    | Simone Bolelli Fabio Fognini          | Marin Čilić   | 6-3, 5-7, [10-7] | Parcours |

## Parcours dans les tournois du Grand Chelem

### En double
| Année | Open d'Australie            | Open d'Australie         | Internationaux de France    | Internationaux de France | Wimbledon                      | Wimbledon                 | US Open                      | US Open                |
| ----- | --------------------------- | ------------------------ | --------------------------- | ------------------------ | ------------------------------ | ------------------------- | ---------------------------- | ---------------------- |
| 2002  | —                           | —                        | 1er tour (1/32) Y. Allegro  | S. Huss M. Wakefield     | 2e tour (1/16) A. Waske        | N. Godwin V. Voltchkov    | 1er tour (1/32) A. Kitinov   | Bob Bryan Mike Bryan   |
| 2003  | —                           | —                        | —                           | —                        | 1er tour (1/32) M. Chiudinelli | P. Haarhuis Y. Kafelnikov | —                            | —                      |
| 2004  | —                           | —                        | —                           | —                        | —                              | —                         | —                            | —                      |
| 2005  | —                           | —                        | —                           | —                        | —                              | —                         | —                            | —                      |
| 2006  | —                           | —                        | 1er tour (1/32) N. Djokovic | J. Haehnel A. Sidorenko  | 2e tour (1/16) P. Starace      | J. Auckland J. Delgado    | —                            | —                      |
| 2007  | 1er tour (1/32) I. Karlović | J. Coetzee R. Wassen     | —                           | —                        | —                              | —                         | —                            | —                      |
| 2008  | 1er tour (1/32) T. Cibulec  | E. Butorac K. Ullyett    | 1er tour (1/32) L. Kubot    | J. Tipsarević V. Troicki | 1er tour (1/32) C. Haggard     | J. Brunström A. Feeney    | 1/8 de finale M. Mertiňák    | Bob Bryan Mike Bryan   |
| 2009  | 1er tour (1/32) D. Vemić    | B. Reynolds Rajeev Ram   | 1er tour (1/32) I. Karlović | D. Ferrer Gimeno-Traver  | 1er tour (1/32) Rajeev Ram     | M. Melo André Sá          | 1er tour (1/32) J. Cerretani | M. Bhupathi M. Knowles |
| 2010  | —                           | —                        | —                           | —                        | —                              | —                         | —                            | —                      |
| 2011  | 1er tour (1/32) I. Ljubičić | Björn Phau J. Tipsarević | —                           | —                        | 1er tour (1/32) I. Dodig       | M. Bhupathi L. Paes       | —                            | —                      |

N.B. : le nom du partenaire se trouve sous le résultat ; le nom des ultimes adversaires se trouve à droite.